# Kosmos 359
Kosmos 359 – druga próba wysłania radzieckiej sondy Wenus w oknie startowym 1970 roku, tym razem nieudana.
22 sierpnia 1970 r. rakieta nośna Mołnia 8K78M wyniosła na orbitę okołoziemską sondę bliźniaczą do wystrzelonej pięć dni wcześniej sondy Wenery 7. Nie udało się jej jednak skierować w stronę Wenus z uwagi na awarię czwartego stopnia rakiety nośnej. Sonda spłonęła przy wejściu w ziemską atmosferę 6 listopada 1970. Podobne niepowodzenie w 1972 uniemożliwiło misję sondy Kosmos 482.